# Oryctina pedunculata
Oryctina pedunculata är en tvåhjärtbladig växtart som först beskrevs av Kuijt, och fick sitt nu gällande namn av J. Kuijt. Oryctina pedunculata ingår i släktet Oryctina och familjen Loranthaceae. Inga underarter finns listade i Catalogue of Life.